# Теодор Јанковић Миријевски
Теодор Јанковић Миријевски (Сремска Каменица, 17. април 1741 — Санкт Петербург, 22.5./3. јун 1814) био је филозоф-рационалиста, први српски педагог и реформатор српског и румунског школства у Хабзбуршком царству, затим и у Русији.

## Порекло и раније године
Јанковић је рођен у имућној српској породици, пореклом из села Миријева у околини Београда. Отац му се звао Јован Јанковић. Школован је прво у родној Каменици (Тривијална школа), затим у Карловцима (Латинска школа), а филозофију је завршио у Бечу код Јозефа фон Зоненфелса, професора политичких наука, теоретичара рационалистичке филозофије. Због великог успеха током школовања у гимназији привукао је пажњу просветних добротвора на себе. Био је питомац српског митрополита Вићентија Јовановића Видака, који је платио његово образовање (студије филозофије и права) у Бечу. Изучио је учитељски метод код државног просветног реформатора Фелбигера. Остаје у Бечу, годину дана у служби извесног пуковника Фекетија. По напуштању Беча отишао је код свог патрона митрополита Вићентија, и био му секретар, све док му није била додељена управа над основним школама.

## Реформа српског и румунског школства
У 18. веку, добу рационализма, дошло је до процвата грађанске свести. У целој Европи се отварају школе у надлежности државе, које су отворене свој деци, без обзира на класну припадност, са новим методама рада. На подручју Војводине постоји око 270 школа, али у незавидном положају. У таквом контексту се одвија и Јанковићева реформаторска активност.
Одлуком Илирске дворске депутације 1773. године постао је директор српске и румунских школа у Банату. Године 1776. је похађао Фелбигеров курс (нормативни течај), превео његов Норматив и по његовим принципима организовао курсеве. Исте године је његовом заслугом донет "Школски устав" за православне школе, којим је реформисано српско и румунско школство у Банату, а који ће следеће године постати узор за све српске и румунске школе у Угарској. Румунски сарадник му је био Михај Рошу (Михајло Мартиновић Рошу).
Устав школски је први закон написан народним језиком. Њиме су школе стављене под државни надзор, прописана је старосна доб деце која морају да похађају школу, режим наставе и програм, квалификације учитеља и његово поступање према ученицима. У својим активностима, Јанковић је имао разумевање и царице Марије Терезије.
Наставља Јанковић свој рад у Темишвару. Био је лични секретар темишварског епископа-просветитеља, Петра Петровића. Пише књиге: приручник за учитеље, прву српску читанку и ћирилични буквар. Дела су му "Ручна књига потребна магистром илирических неунитских малих школа" и "Методичко упутство". За свој рад добија племићку титулу од аустријске државе и од 1774. године носи титулу "де Миријево".
Године 1781. написао је референдум Бечком двору о српском језику и писму; противио се латинизацији српских књига. Бранио је српски језик и ћирилицу. Следеће године одлази у Русију.

## Рад у Русији
Јанковић се у руској престоници Санкт Петербургу (Петрограду) нашао по позиву царице Катарине II. Дошао је на препоруку српског митрополита Мојсеја Путника, а преко руског великог кнеза Павла Петровића. Отишао је у Русију, иако му је понуђено у Аустрији у то време да буде врховни директор Велико-варадинских школа. Добија руско наследно племство 29. јануара 1791. године и спахилук Норк "са 255 мужика" у Могиљевској губернији, у Белорусији. Сада племић, Јанковић свом презимену додаје Миријевски, по месту порекла своје породице; постаје Федор Иванович Јанкович де Мириево. Његово имање се налазило близу Шклова где је живео Србин, генерал Симеон Зорић-Неранџић. Миријевски ће се у Русији бавити реформом основних и других школа (1782—1804). По пензионисању 1804. године добио је од цара Павла велику пензију од 2000 рубаља и додељена су му (1802) у закуп нека имања у Гродњенској губернији, негде између Пољске и Литваније.
По царичиној заповести основана је 1782. године нарочита комисија са задатком да изврши уређење основних школа. Њен члан је постао Миријевски (који је знао руски језик) чији је предлог наставног плана одобрила владарка 1. октобра 1782. године. Царица га 1. јануара 1783. године поставља за директора основних школа у Петроградској губернији. Његовом заслугом је основан "Завод за спремање учитеља" или Главна народне школе, чији управник постаје. Завод ће затим прерасти у четвороразредну "Учитељску семинарију" и "Педагошки институт" - 1804. године. Миријевски је учествовао у настанку "Устава народних школа". Основао је 1802. године прво руско министарство просвете, због својих заслуга је постао још 1783. године члан руске академије наука. Био је члан и Економског друштва и колешки (1784) па прави државни саветник од 1793. године. Царица га је наградила Орденом Св. Владимира IV па III степена.
Био је ожењен Јулијаном из Будима, са којом је добио у Темишвару 1778. године сина Јована. Мали Јован је као дете био царски паж на двору, а касније је завршио војну школу и постао царски официр. Учествовао је у бици код Аустерлица као генерал мајор Јован Јанковић де Миријево. Јован је умро од дуге болести 1811. године у Новочергаску. Отац Тодор је умро након сина у Петрограду 1814. године, сахрањен је на гробљу код цркве Александра Невског. Супруга Јулка умла је 1818. године и сахрањена поред супруга. Григорије Јакшић јој је посветио и објавио у Санкт Петербургу исте године оду, поводом њене смрти.

## Сећање
Једна улица у Миријеву носи назив Теодора Миријевског, а 2005. је предвиђено да нова школа у Сремској Каменици понесе његово име, а тада је покренута и иницијатива да по једна улица у Новом Саду и Каменици такође буде названа по њему. Његови директни потомци и даље живе у Миријеву.